# Thomas Lewis (kardiolog)
Sir Thomas Lewis, britanski kardiolog, * 26. december 1881, Cardiff, † 17. marec 1945, Rickmansworth.
Med letoma 1943 in 1945 je bil podpredsednik Kraljeve družbe.

## Nagrade
- Copleyjeva medalja (1941)
- Poveljnik britanskega imperija (1920)
- Kraljeva medalja (1927)